# Anii 1920 în informatică
- Anii 1910 în informatică — Anii 1920 în informatică — Anii 1930 în informatică

Anii 1920 în informatică au însemnat o serie de evenimente noi notabile:

## Evenimente
- Vannevar Bush și Harold Locke Hazen au dezvoltat prima mașină analogică de numărare, cunoscută mai târziu ca analizor diferențial (en).

1924
- Compania Computing-Tabulating-Recording Company (CTR),[1][2]  fondată în 1911, și-a schimbat numele în International Business Machines Corporation (IBM).

1926
- Derrick Henry Lehmer creează o mașină numită Number-Sieve pentru a analiza divizibilitatea numerelor naturale

## Nașteri
1921
- 26 mai: Leon Livovschi (d. 2012), om de știință român. A utilizat primul, pe plan mondial, calculul implicațiilor la proiectarea circuitelor automate cu contacte și relee, în 1952[3]

1922
- 1 aprilie: Alan Perlis (d. 1990), informatician american, pionier în domeniul limbajelor de programare. Primul laureat al Premiului Turing în 1966.
- 14 aprilie:  Victor Toma (d. 2008),  inginer român,  a realizat CIFA- primul calculator din țările socialiste, cu excepția URSS

1923
- 23 august: Edgar F. Codd (d. 2003), informatician american de origine engleză care, lucrând pentru IBM, a inventat modelul relațional pentru gestiunea bazelor de date, model care constituie baza teoretică a bazelor de date relaționale.

1924
- 3 decembrie: John Backus (d. 2007), informatician american, care a fost liderul echipei care a creat limbajul de programare Fortran, pentru care a primit în 1978 Premiul Turing din partea ACM.
- 11 decembrie: Charles Bachman, informatician american, cunoscut pentru contribuțiile aduse în domeniul bazelor de date, contribuții care i-au adus în 1973 Premiul Turing.

1925
- 30 mai: John Cocke (d. 2002), informatician american care a adus mari contribuții în domeniile arhitecturii calculatoarelor și proiectării compilatoarelor cu optimizare. Este creditat drept părinte al arhitecturii RISC, pentru care a primit Premiul Turing din partea ACM în 1987.

1926
- 1 iulie: Fernando Corbató, informatician american, cunoscut ca pionier în domeniul dezvoltării sistemelor de operare cu partajare a timpului.

1927
- 19 martie: Allen Newell (d. 1992), cercetător american în domeniul informaticii și științelor cognitive. A lucrat pentru corporația RAND și pentru catedra de informatică de la Universitatea Carnegie Mellon. A contribuit la proiectul Information Processing Language (1956) și la două dintre primele programe de inteligență artificială, Logic Theorist (1956) și Rezolvitorul General de Probleme (1957) (cu Herbert Simon).

- 9 august: Marvin Minsky, expert american în științe cognitive din domeniul inteligenței artificiale, cofondator al laboratorului de inteligență artificială de la MIT, laureat al Premiului Turing în 1969.

- 4 septembrie: John McCarthy (d. 2011), informatician american, laureat al Premiului Turing în 1971 pentru contribuțiile aduse în domeniul inteligenței artificiale. A propus termenul de inteligență artificială la conferința de la Dartmouth din 1956. A inventat limbajul de programare LISP.

1928
- 7 iulie: Juris Hartmanis, informatician american de origine letonă, cunoscut ca autor, împreună cu Richard Stearns, al cărții de referință intitulate Despre complexitatea computațională a algoritmilor, carte ce a pus bazele teoriei complexității algoritmilor.

## Decese
1929
- 17 noiembrie: Herman Hollerith (n. 1860), un statistician american și inventator care a dezvoltat un tabulator mecanic bazat pe cartele perforate pentru a cataloga rapid statistici din milioane de bucăți de date. El a fost fondatorul Tabulating Machine Company, care mai târziu a fuzionat cu alte două companii pentru a deveni IBM.